# 高井幸雄
高井 幸雄（たかい ゆきお、1840年（天保11年10月） - 1909年（明治42年）11月26日）は、日本の政治家。徳島市長。現徳島県徳島市出身。
嫡男は広島県立職工学校や台北州立台北工業学校で校長を務めた高井利五郎。

## 経歴
徳島城下の富田浦町車富田（現在の徳島市東富田地区）の徳島藩士の家に生まれた。
井上高格や一坂俊太郎等がつくった自助社の運動に加わり、自助社が出版した過激な言葉で日本政府を批判した「通諭書」の事件後は、1882年（明治15年）に那賀部長を勤めた。
徳島県会議員となった後の1898年（明治31年）から1902年（明治35年）は徳島市長を務めた。